# Werra-Eisenbahn-Gesellschaft

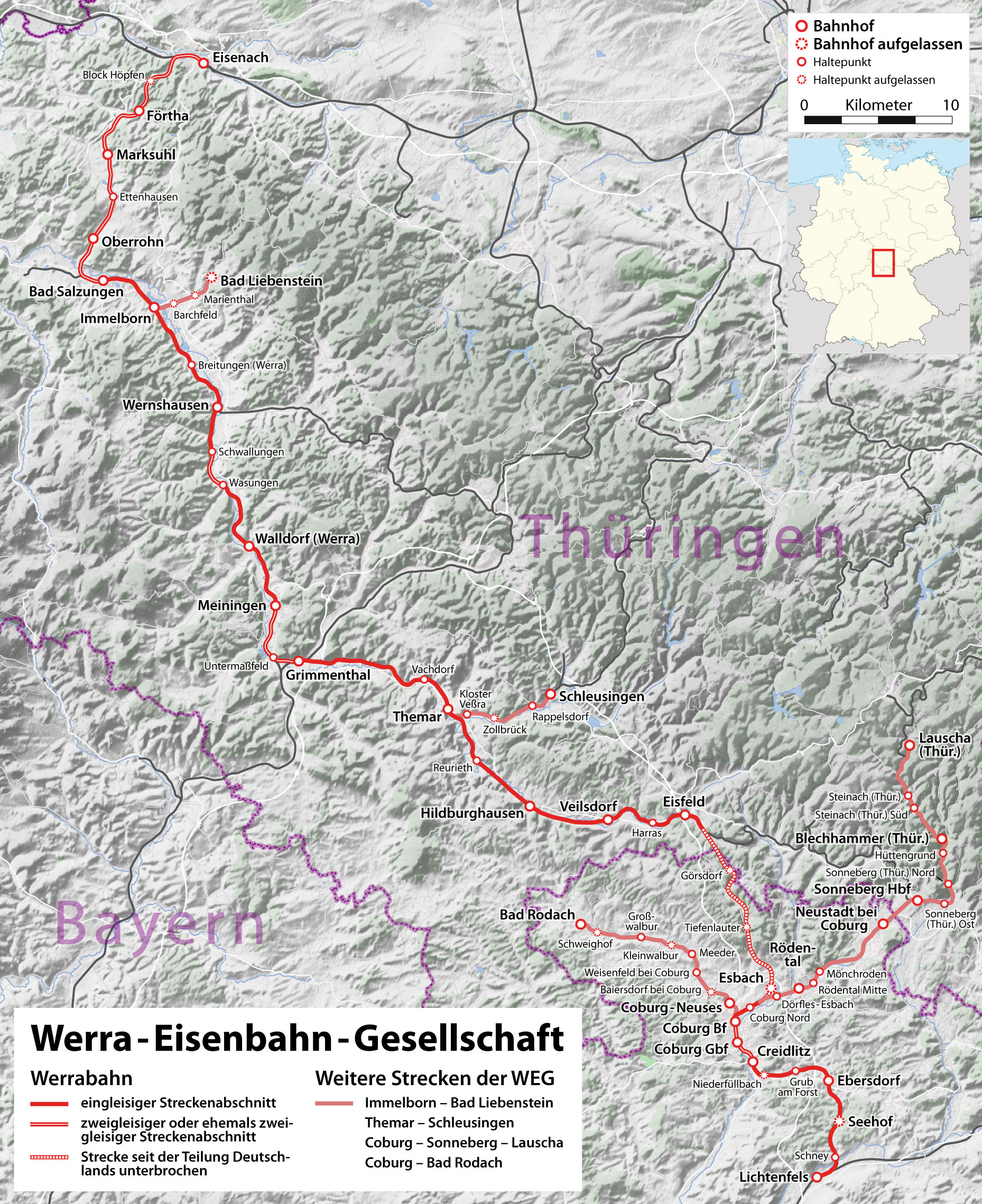
Strecken der Werra-Eisenbahn-Gesellschaft

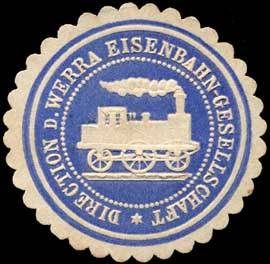
Siegelmarke Werra Eisenbahn-Gesellschaft

Die Werra-Eisenbahn-Gesellschaft war ein privates Eisenbahnunternehmen, das von 1855 bis 1895 bestand und anschließend von den Preußischen Staatsbahnen übernommen wurde. Die Bahngesellschaft betrieb mehrere Bahnstrecken in Südthüringen und Oberfranken. Sie hatte ihren Sitz in Meiningen, der Hauptstadt des Herzogtums Sachsen-Meiningen.

## Geschichte
Ab 1836 gab es durch Carl Joseph Meyer mit der Gründung einer Aktiengesellschaft erste Bemühungen für den Bau einer Bahnstrecke durch das Werratal von Eisenach nach Coburg, die aber zunächst durch die Verweigerung von Konzessionen scheiterten. 1841 konnte die Grundlage für den Bau der Bahnstrecke durch einen Staatsvertrag zwischen den anliegenden Herzogtümern Sachsen-Meiningen, Sachsen-Weimar-Eisenach und Sachsen-Coburg und Gotha geschaffen werden. Eine weitere Verzögerung trat durch die Weigerung zur Zustimmung bei der bayerischen Landesregierung auf. Für die Finanzierung, die Durchführung der Bauarbeiten und den späteren Betrieb der Bahnstrecke wurde schließlich im Dezember 1855 die „Werra-Eisenbahn-Gesellschaft“ als Aktiengesellschaft von Privatpersonen in Meiningen gegründet. Diese erbrachte für den Bahnbau acht Millionen Taler durch den Verkauf von Aktien und erhielt am 20. Dezember 1855 die Konzession für den Bau der Werrabahn. Bereits am 16. Februar 1856 begannen die Bauarbeiten, die mit der Eröffnung der Werrabahn bis Coburg am 2. November 1858 und bis Lichtenfels im Januar 1859 abgeschlossen wurden. Der Anfangsbestand des Fahrzeugparks waren 24 Lokomotiven, 40 Personenwagen und 327 Gepäck- und Güterwagen.

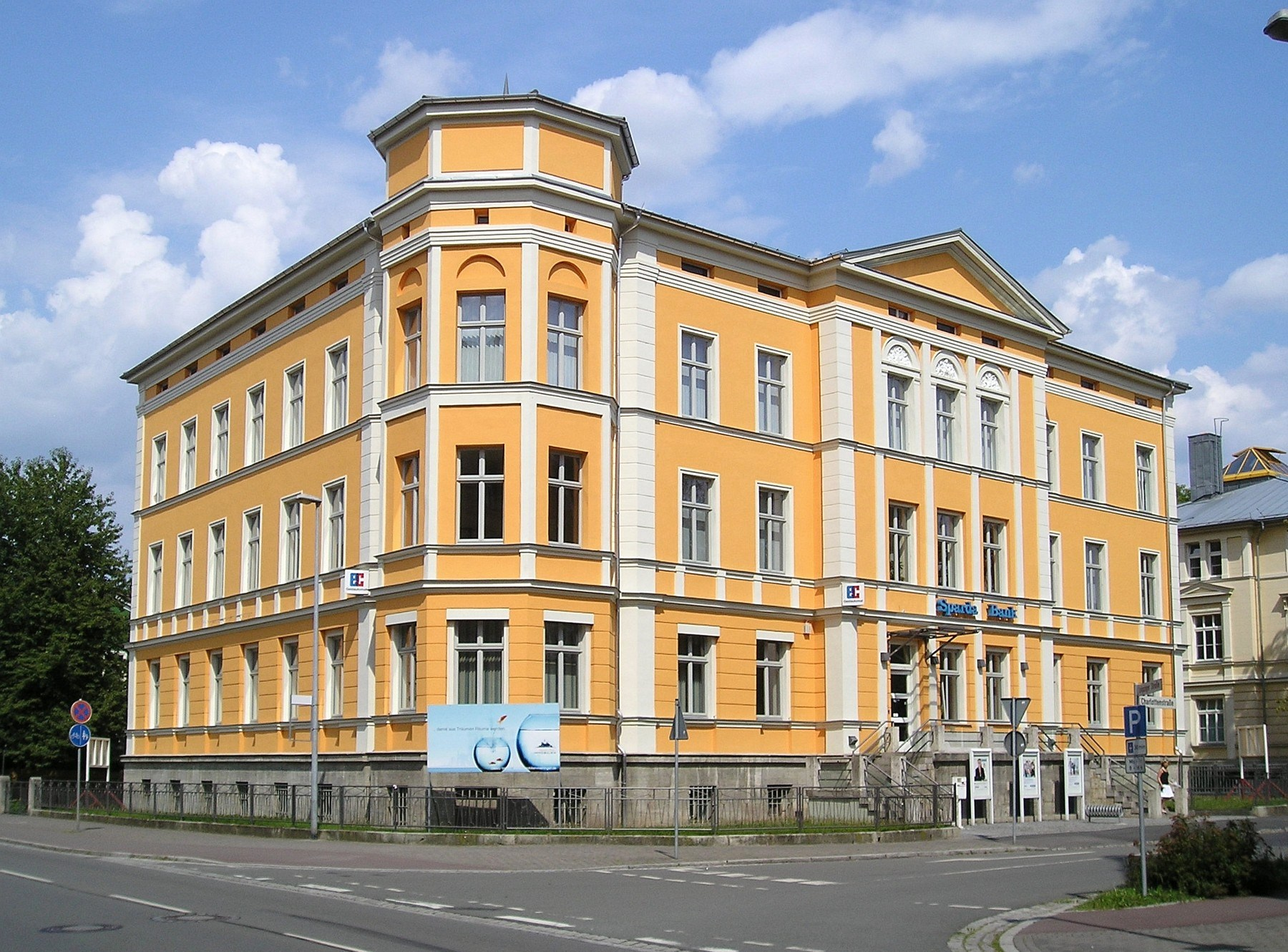
Das Direktionsgebäude 2009

1856 übertrug die Werra-Eisenbahn-Gesellschaft mit einem Vertrag den Bau, Betrieb und Unterhaltung der Bahnstrecken für zehn Jahre an die Thüringische Eisenbahn-Gesellschaft, der sich dann bis 1874 verlängerte. Zur Unterhaltung, Wartung und Reparatur der Fahrzeuge ließ die Gesellschaft 1863 im Bahnhof Meiningen gegenüber dem Empfangsgebäude eine Betriebswerkstätte errichten, aus der später das Bahnbetriebswerk Meiningen hervorging. Ein repräsentatives Direktionsgebäude für die Werra-Eisenbahn-Gesellschaft wurde in der Meininger Charlottenstraße erbaut.
Ab dem 1. Januar 1875 übernahm die Werra-Eisenbahn-Gesellschaft selbst die Betriebsführung. Zum Direktor wurde Oberbaurat und Betriebsinspektor Ludwig Büchner ernannt. Neben der Hauptstrecke Werrabahn und der Nebenstrecke Coburg–Sonneberg nahm die Gesellschaft in den nächsten Jahren die Nebenstrecken Sonneberg–Lauscha (1886), Themar–Schleusingen (1888), Immelborn–Liebenstein-Schweina (1889) und Coburg–Rodach (1892) in Betrieb. Der Fahrzeugpark setzte sich 1894 aus 55 Lokomotiven, 85 Personenwagen und 703 Gepäck- und Güterwagen zusammen. Am 1. Oktober 1895 erfolgte für 25,4 Millionen Mark die Übernahme und somit die Verstaatlichung durch die Preußische Staatsbahn. Das Direktionsgebäude wurde zum Sitz preußischer Bahninspektionen und ab 1920 des „Reichsbahnamtes Meiningen“.

## Betriebene Bahnstrecken
- Eisenach–Lichtenfels (Werrabahn)
- Coburg–Sonneberg
- Sonneberg–Lauscha
- Themar–Schleusingen
- Immelborn–Liebenstein-Schweina
- Coburg–Rodach